# Завтра (газета)
«Завтра» — российская еженедельная газета государственнической имперской направленности, выходящая под девизом «Газета Государства Российского» (ранее «Газета духовной оппозиции»). Под нынешним названием выпускается с 1993 года. С момента основания в 1990 году до закрытия в ходе событий октября 1993 года называлась «День». Главный редактор — Александр Проханов. По словам главного редактора, «„Завтра“ принадлежит на 50 % структурам г-на Бабакова, а остальное — мне лично». Тираж — 100 000 экземпляров, с 2021 года — 20 000.
Художник газеты Геннадий Животов. Художник сайта газеты Вася Ложкин. Материалы сайта доступны по свободной лицензии Creative Commons Attribution 4.0.

## «День»
Газета была учреждена в 1991 года Союзом писателей РСФСР, однако её политика определялась главным редактором Прохановым. Тираж газеты первоначально колебавшийся в пределах 60-70 тыс. экз., в 1992 годы возрос до 80-120 тыс. экз., в 1993 году, начав со 115 тыс., газета подняла тираж до 150 тыс. В 1991 году вышло 28 номеров, в 1992 году — 52, в 1993 году — 38.
Газета провозгласила себя «духовной оппозицией». Она выступала в защиту СССР и идеи империи. Она называла свою платформу «евразийской» и не делала различий между православными и мусульманами. Газета отстаивая метафизические геополитические взгляды, демонстрировала склонность к иррационализму и обращалась к конспирологическим построениям. В этом отношении она проявляла интерес к апокалипсическим сюжетам, помогавшим поиску тайного врага.
На рубеже 1991—1992 годов газета перешла к православной позиции, когда в поздравлении с новым 1992 годом Проханов обратился к читателям от лица верующих людей.
После августовского путча 1991 года газете грозило закрытие, и в ней на некоторое время перестали помещать состав её редколлегии. Однако затем она получила финансовую поддержку фирмы «Завидия».
В 1993 году газета поддержала национал-патриотическую оппозицию, выступившую против правительства Бориса Ельцина, и была закрыта.

## «Завтра»
В газете публиковались статьи более левых реформаторов, таких как бывший конституционный судья Валерий Зорькин или экономист Руслан Хасбулатов, а также статьи правых и ультраправых деятелей, таких как Александр Баркашов (основатель РНЕ) и Александр Дугин. Печатались также заявления председателя КПРФ Геннадия Зюганова и проповеди митрополита Иоанна (Снычёва). Общим знаменателем этих очень разных авторов была оппозиция правительству Ельцина и антилиберальная, антизападная ориентация.
3 июня 2002 года газета публиковала положительную рецензию Г. Судовнева «Тайна беззакония» на книгу иеродиакона Авеля (Семёнова), где она названа эту работу «глубоким богословским исследованием» и «серьёзной политической аналитикой». Рецензент писал, что «мир целенаправленно подводится силами зла к царству антихриста». Поэтому, вслед за авторами книги, он призывал к восстановлению единства и соборности.
19 октября 2005 года было опубликовано интервью, которое редактору газеты Проханову дал националист, отставной полковник ГРУ Владимир Квачков. В то время Квачков обвинялся в покушении на главу РАО «ЕЭС России» Анатолия Чубайса в марте 2005 года. В интервью Квачков отверг эти обвинения.
В сентябре 2012 года группа авторов газеты «Завтра» по инициативе Проханова основала Изборский клуб — антилиберальный аналитический центр.
«Радио Свободная Европа», сообщала, что редакция газеты «Завтра» стала лояльна российской власти, в отличие от оппозиционности на начальном этапе её существования. Редактор газеты Андрей Фефелов (сын Александра Проханова) назвал Владимира Путина «вдохновителем». Однако отмечаются и явные различия между некоторыми требованиями, выраженными в публикациях газеты, и официальной российской политикой. Текущие статьи продолжают представлять разные, иногда противоречащие друг другу, но неизменно антизападные позиции.
В 2015 году в газете «Завтра» православный монархист Константин Душенов выступил с предсказанием скорого восстановления монархии, связывая это с президентством Владимира Путина. Он писал о «стихийных монархистах», обратившихся к Московскому патриархату с просьбой ввести соборную церковную молитву за Путина тем же чином, которым в прошлом молились за православного царя. Автор подтверждал популярность апокалиптических настроений и ожидания прихода антихриста у верующих.
Среди прочих, газета публикует статьи Александра Дугина, Владислава Шурыгина, Игоря Стрелкова, Александра Бородая.
С 2018 года авторский блог на сайте газеты ведёт создатель псевдонаучного учения «ДНК-генеалогия» Анатолий Клёсов.
Является автором идеи «Пятой империи» (работы «Пятая империя», «Симфония „Пятой империи“», «Технологии „Пятой империи“»), согласно которой Россия как успешное и независимое государство может существовать только в качестве империи. Согласно Проханову, в начале XXI века должно прийти Пятое царство, или Пятая империя, на смену предшествовавшим русским империям, к которым, по его мнению принадлежат Киевская Русь, Московское царство, «белое царство Романовых» и «красный» Советский Союз. Новая русская империя, согласно автору, соединит в себе весь предшествующий положительный духовный и ментальный опыт, став идеологической религиозно-мистической общностью — одновременно «град небесный» и «град земной». Проект «Пятая империя», продвигаемый Александром Прохановым и его медиакомплексом, в позднейшее время соединился с идеологией «Русского мира».
Предлагаемая Прохановым «Идея Развития» представлена как новая, воодушевляющая идеология, воспитание, объединение, задачи, которые ставит ТВ-канал Проханова. В книге «Технологии „Пятой Империи“» он отмечал: «Это газета и базирующийся на ней медийный комплекс, включающий телепрограмму, издательство и мощный Интернет-портал» (2007, с. 299; книга в соавторстве с предпринимателем и философом Сергеем Кугушевым). По мнению Проханова, «Медийная составляющая даёт возможность отшлифовать идеологию, скорректировать смыслы и выявить технологии „Пятой Империи“… Медийная составляющая выполнит роль своеобразного зеркала, всмотревшись в которое, имперские группы осознают себя таковыми, организуются, получат координаты точек взаимодействия друг с другом, протоколы общения, техники совместной работы, проекты, из которых прорастут общие дела» (там же). В рамках данного медиакомплекса был создан ТВ-канал «День»
О газете редакция пишет: «За эти годы мы в „Завтра“ создали несколько идеологий, несколько мощных тенденций, которые вошли и продолжают входить в общественное сознание». Газета, по её словам, оповестила о примирении государственников «красной» (Советской) и «белой» (Российской) империй, от которых требуется прекратить свою вражду перед лицом внешних опасностей. Газетой была составлена историософия имперской России, в рамках которой русское время рассматривается как череда сменяющих одна другую империй, каждая из которых всплывает «после очередного потопа». Русская история толкуется как торжество пасхальной литургии, мистерия воскрешения, в которой Россия мистическим образом повторяет судьбу Христа. Изложена «идеология русского оружия», включающая как меч Александра Невского, так и танк Т-90. Это оружие защищает не только русское пространство, но также «вековечную русскую мечту о праведном мире, о райских садах, о божественных смыслах, о чертежах, по которым русские строят ковчег своей государственности». Газетой, по её словам, продвигается концепция «мистического сталинизма», согласно которой «Сталин» явился в роли могучего творческого мифа, созидающего Государство Российское. Проповедуется «русское чудо», понимаемое как таинственное начало, которое неизвестно историкам, и, «вопреки всем законам истории» спасает Россию каждый раз, когда у неё нет надежды на спасение. Газета возвещает о «Русской Победе: неизбежной, неистребимой», уже одержанная в будущем и разгоняет нынешние сумерки, управляет вождями, государственниками, патриотами, повергает в смятение врагов. «Тьма отступает… Русский восход неизбежен… И верьте, оно неодолимо взойдёт — наше солнечное лучезарное Завтра».
По своей политической направленности газета описывается исследователями как правая, ультраправая или ультранационалистическая. «День», как и «Завтра», может относиться также к черносотенному направлению, поскольку разделяет идеи этого движения начала XX века.

## Отражение в культуре
Газета фигурирует в художественных произведениях (пример — «Акико» Виктора Пелевина, «Моноклон» Владимира Сорокина, «Огола и Оголива» и серия «Разноцветные тетрадки» Ольги Шориной, «Инфернальная реальность» Ильи Деревянко (под псевдонимом «После»), «Красно-коричневый» Александра Проханова, «Rusкая чурка» Сергея Соколкина), сериале «Библиотекарь» по роману Михаила Елизарова. «Александру Проханову и редакции газеты „Завтра“» посвятил песню «Завтра» Глеб Самойлов.
Про газеты «День» и «Завтра» снят документальный фильм «Реванш» (режиссёр — Анна Амелина).